# آندي كينغ
آندي كينغ (بالإنجليزية: Andy King)‏ (23 يوليو 1942 باسكتلندا في المملكة المتحدة - 23 فبراير 2015) هو مدرب كرة قدم ولاعب كرة قدم بريطاني في مركز الدفاع. شارك مع منتخب اسكتلندا تحت 21 سنة لكرة القدم. أما مع النوادي، فقد لعب مع نادي كيلمارنوك.